# Vuurreus
De Vuurreuzen of Eldjötnar zijn een zeer oud reuzengeslacht in de Noordse mythologie. Deze zijn nazaten van Muspel en Surt.  
Van hen wordt gezegd dat zij in Muspelheim, de vuurwereld, leven onder leiding van Surt en zijn koningin Sinmore. Een soortgenoot is Fornjótr, de incarnatie van vuur. 
Het is de rol van de vuurreuzen in de Noordse mythologie om de finale vernietiging van de werelden te bewerken, door aan het einde van de Ragnarök de wereldboom Yggdrasil te laten ontvlammen, nadat de reuzen van Jötunheim en de krachten van Helheim een aanval op de goden uitvoeren en de meesten van hen ombrengen. Daarna komt opnieuw een schepping tot ontstaan, mogelijk een betere, waar geen gevaarlijke reuzen meer zijn.